# Wyżnice
Wyżnice (deutsch Horst) ist ein Ort in der polnischen Woiwodschaft Ermland-Masuren. Er gehört zur Gmina Ostróda (Landgemeinde Osterode in Ostpreußen) im Powiat Ostródzki (Kreis Osterode in Ostpreußen).

## Geographische Lage
Wyżnice liegt im Westen der Woiwodschaft Ermland-Masuren, 13 Kilometer südöstlich der Kreisstadt Ostróda (deutsch Osterode in Ostpreußen).

## Geschichte
Der kleine Gutsort Horst wurde 1844 gegründet. 1874 kam der Gutsbezirk Horst zum neu errichteten Amtsbezirk Döhringen (polnisch Durąg) im Kreis Osterode in Ostpreußen. Im Jahre 1910 zählte das Gutsdorf 90 Einwohner.
Am 30. September 1928 gab der Gutsbezirk Horst seine Eigenständigkeit auf und schloss sich mit der Landgemeinde Schildeck (polnisch Szyldak) und dem gleichnamigen Gutsbezirk zur neuen Landgemeinde Schildeck zusammen.
Mit der Überstellung des gesamten südlichen Ostpreußen an Polen im Jahre 1945 in Kriegsfolge erhielt Horst die polnische Namensform „Wyżnice“. Heute gehört der Ort zur Landgemeinde Ostróda (Osterode i. Ostpr.) im Powiat Ostródzki (Kreis Osterode in Ostpreußen), bis 1998 der Woiwodschaft Olsztyn, seither der Woiwodschaft Ermland-Masuren mit Sitz in Olsztyn (Allenstein) zugehörig.
Das einstige Gutshaus aus dem 2. Hälfte des 19. Jahrhunderts hat sich erhalten. Das Anwesen mit einer Fläche von 350 Hektar gehörte in den 1920er Jahren dem Kapitänleutnant Erich Rohde.

## Kirche
Bis 1945 war Horst in die evangelische Kirche Döhringen in der Kirchenprovinz Ostpreußen der Kirche der Altpreußischen Union, außerdem in die römisch-katholische Kirche Osterode eingepfarrt.
Heute gehören die katholischen Einwohner von Wyżnice zur Pfarrei Szyldak (Schildeck) im Erzbistum Ermland. Die evangelischen Kirchenglieder orientieren sich zur evangelisch-methodistischen Kirche Kraplewo (Kraplau) bzw. zur evangelisch-augsburgischen Kirche in Ostróda.

## Verkehr
Wyżnice liegt an einer Nebenstraße, die von Rychnowo (Reichenau) parallel zur Hauptstraße (einstige deutsche Reichsstraße 130) bis nach Szyldak (Schildeck) führt.